# BMP-2
El BMP-2 (en ruso: БМП-2) es un vehículo de combate de infantería soviético/ruso con capacidad anfibia, diseñado a mediados de los años setenta e introducido a principios de los ochenta. BMP proviene de Boyevaya Mashina Pejoty (en ruso: Боевая Машина Пехоты), que significa literalmente «vehículo de combate de infantería». Fue concebido para reemplazar a su predecesor, el BMP-1, modelo con el que comparte chasis, motor, blindaje y demás sistemas generales.
Las mejoras más destacables que incorpora el BMP-2 están centradas en el armamento: se sustituye el cañón de 73 mm del BMP-1 por uno más pequeño y versátil de 30 mm, y se incorpora un misil antitanque más eficaz para defensa contra blindados. El vehículo goza de gran maniobrabilidad y velocidad, aunque su blindaje puede ser penetrado fácilmente con cañones ligeros e incluso con ametralladoras pesadas.
Ha sido utilizado por más de 30 países, la mayoría de los cuales también han sido usuarios del BMP-1. Es un vehículo veterano que ha sido desplegado en combate en múltiples conflictos. En la actualidad, sigue cubriendo el rol de principal transporte de tropas al campo de batalla en las fuerzas armadas que lo operan, siendo sustituido —parcialmente— por el BMP-3 en las unidades de élite rusas.

## Desarrollo
En el año 1974, el Estado Mayor del Ejército Soviético decidió desarrollar un nuevo vehículo de combate de infantería para reemplazar al BMP-1. La guerra de Yom Kipur no había sido un buen debut para el vehículo, mostrando carencias en aspectos importantes como blindaje, alcance del cañón y capacidad antitanque. Debía ser reemplazado urgentemente si se quería estar a la altura de los avances occidentales.
Para elegir el siguiente modelo de la serie BMP se abrió un concurso que dio como resultado un total de cuatro prototipos: los Obiekt 675 y 681 producidos por Kurgán y los Obiekt 768 y 769 de Cheliábinsk. Los prototipos de Kurgán conservaban el chasis original del BMP-1. El 675, que se convertiría posteriormente en el BMP-2, estaba armado con un cañón  Shipunov 2A42 de 30 mm y el 681 con uno de 73 mm alargado. Cheliábinsk propuso una versión más alargada del casco con siete ruedas en el sistema de tracción, el 768 montando un cañón de 73 mm alargado y el 769 el 2A42.
El cañón 2A28 Grom montado en el BMP-1 tenía un alcance y precisión que en aquel momento ya lo hacían obsoleto, por lo que se aprovechó para sustituirlo. Aparecieron entonces dos posibilidades para el armamento principal. Una era un cañón de 73 mm basado en el mismo sistema que el Grom, pero alargado para darle mayor rango y precisión. La segunda posibilidad era un cañón de 30 mm de alta cadencia de tiro.
Estas dos configuraciones de armamento eran totalmente diferentes; cumplían distintas funciones y tenían puntos a favor y en contra enfrentados. Aunque el cañón de 73 mm ofrecía un alcance limitado, era potente y podía penetrar la coraza de blindados ligeros y medianos a corta distancia, dando al vehículo la capacidad de enfrentarse con algunos tanques. La alternativa, el Shipunov 2A42 automático de 30 mm, no podía traspasar blindajes gruesos pero, a cambio, ofrecía más alcance: 3000 m contra objetivos aéreos y 2500 m contra objetivos terrestres. Además, sus características de tiro rápido y preciso hacían posible que se defendiera de los ataques de los helicópteros norteamericanos.
Las autoridades rusas, ante la prisa, no quisieron arriesgarse con una estructura nueva y prefirieron un diseño consolidado. La propuesta elegida fue el Obiekt 675, reutilizando el chasis del BMP-1, que ya había sido probado y cumplía las expectativas. El armamento principal resultó ser el cañón automático 2A42 de 30 mm, no sólo por su movilidad y polivalencia, sino también porque no se quería volver a utilizar el mismo calibre que tantos problemas les había dado a los árabes en la última guerra en Oriente Medio. Así se formó el nuevo modelo, que terminó por denominarse «BMP-2».

## Diseño
La torreta fue la sección del vehículo que sufrió modificaciones más importantes. En el BMP-1, el sistema de periscopios e iluminador IR estorbaban al cañón, provocando un ángulo muerto, y el sistema sólo ofrecía un campo de visión limitado al comandante. Para corregir estos defectos, la torreta fue ampliada para poder ubicar al comandante a la derecha del artillero. Esta innovadora modificación proporcionó al comandante del vehículo una posición más ventajosa y con mejor campo visual, típica en los tanques modernos.
Introducir a dos ocupantes en la torreta aumentó considerablemente el tamaño de la misma, reduciendo el espacio disponible en el compartimento de tropas. En total, la capacidad máxima de transporte del BMP-2 disminuyó de ocho a siete soldados, reduciéndose también el número de escotillas verticales del habitáculo de tropas a solamente dos. El antiguo puesto del comandante se acondicionó para un artillero secundario, añadiéndose una tronera especial adaptada para una ametralladora PK.

### Propulsión
La planta motriz está compuesta por el motor diésel UTD-20 de 300 caballos, el mismo que equipa al BMP-1, lo que le da una relación potencia/peso de 21 caballos por tonelada. El UTD-20 está construido para soportar todo tipo de exigencias, desde el frío extremo y la nieve de la tundra siberiana hasta el intenso calor y la arena de los desiertos de Oriente Medio. Las orugas tienen ocho ruedas y son capaces de aguantar la rudeza de variados tipos de superficies. La velocidad máxima del BMP-2 es idéntica a la del BMP-1, a pesar de ser una tonelada más pesado que éste.

### Blindaje
El blindaje básico del casco puede ser penetrado sin mayores dificultades por casi cualquier tipo de misil antitanque o granada autopropulsada por cohete —a partir del M72 LAW de 66 mm en adelante—. Debido a este problema, las tropas rusas se acostumbraron a llevar las escotillas verticales abiertas o, incluso, a ir sentados en la parte superior del vehículo. Esto permite a los tripulantes escapar rápidamente si el BMP-2 es impactado, aunque no es efectivo en ambientes de guerra radioactivos, químicos o bacteriológicos.
Después de la experiencia vivida en Afganistán, el vehículo fue provisto de una segunda capa de blindaje exterior alrededor del casco y la torreta, hecha de una especie de goma balística de alta resistencia que actúa como blindaje espaciado.
Según los especialistas, el BMP-2 no puede resistir los embates de cañones de 25 y 30 mm como los del M2 Bradley o el FV510 Warrior, y los laterales pueden ser traspasados por proyectiles perforantes del calibre 12,7 SLAP, haciendo al blindaje efectivo sólo contra armas portátiles ligeras.

### Armamento
El BMP-2 redujo considerablemente el calibre de su arma principal en favor de la polivalencia, llevando esta característica al límite. El 2A42 automático de 30x165 mm es un cañón estabilizado, dispone de un selector de cadencia de tiro con dos posiciones: «cadencia sostenida», de 300 disparos por minuto, y «cadencia máxima», de 550 disparos por minuto —para ráfagas intensas no muy prolongadas—, admite diferentes tipos de municiones, intercambiables mediante otro selector y, para garantizar su eficacia contra objetivos aéreos, el cañón puede alcanzar una elevación de 74°.
El cañón puede operar con municiones de carga hueca, que contienen explosivo de alta potencia (HE), y que son las más adecuadas contra objetivos blandos, como vehículos sin blindaje y helicópteros. De este tipo están la HEI (explosiva-incendiaria) y la HET (explosiva-trazadora). Esta última, idónea para atacar aeronaves por facilitar la puntería. También puede operar con municiones perforantes (AP), de las que se incluyen las AP-T (perforante-trazadora) y la APDS-T. 
Para defensa anticarro, el BMP-2 está equipado con un lanzador 9Sh119M1 para misiles AT-5 Spandrel, también compatible con los misiles MILAN, MILAN-2 y MILAN-3 gracias al kit de conversión franco-alemán «Flame-V». El lanzador está montado en el techo, tal y como iba el AT-4 Spigot en el BMP-1. El BMP-2 puede cargar cinco AT-5 Spandrel con un alcance de hasta 4000 m. La versión M del misil incorpora el sistema de carga hueca en tándem, capaz atravesar blindajes reactivos.
Para el uso de estas armas, el artillero dispone de un visor con capacidad día/noche. El modo nocturno incorpora un sistema de amplificación de luz totalmente pasivo, aunque también puede usar un modo activo con un iluminador IR. Este iluminador continúa estando sobre el periscopio del comandante, ya que éste sí requiere de iluminación activa para funcionar en modo nocturno.

## Variantes

### Rusia(antiguaURSS)
- BMP-2 (M1980) – Modelo de producción inicial.
- BMP-2 (M1984) – Versión mejorada con blindaje «kovriki» en el frente de la torreta.
- BMP-2 (M1986) – Modelo de producción posterior al M1984 con nuevo sistema de visión BPK-2-42 en lugar del BPK-1-42.
- BMP-2D – Versión provista de blindaje de acero adicional en los lados del casco y sin capacidad anfibia. En servicio desde 1982.
- BMP-2K (komandnyj) – Versión de comando con antenas montadas en la parte trasera del casco. El equipo de radios consiste en un R-123M y un R-130M, o los más nuevos R-173, R-126 y R-10. La tripulación es de 6 personas.
- BMP-2M – Designación general para versiones mejoradas. El modelo BMP-2M «Berezhok» (en ruso: «Бережок») de KBP incorpora un lanzagranadas AG-30, dos plataformas para misiles anticarro AT-14 Spriggan y nuevos sistemas de visión día/noche como los del BMD-4. Esta fue la versión elegida por Argelia. Las Fuerzas Armadas rusas ordenaron el bloque de mejoras del KMZ con motor UTD-23 de 360 cv, nuevos sistemas de visión BPK-3-42 y TKN-AI, blindaje pasivo adicional y aire acondicionado.
- BMO-1 (boyevaya mashina ognemyotchikov) – Vehículo de transporte para escuadrón lanzallamas, armado con sistemas RPO, y con una tripulación de siete soldados. Entró en servicio en 2001.

### Antigua Checoslovaquia
- BVP-2 (bojové vozidlo pěchoty) – Versión de manufactura checoslovaca del BMP-2.
- BVP-2V o VR 1p (vozidlo velitele roty) – Vehículo de comando con tienda de campaña, mástil telescópico y sets de radios RF 1325 (dos unidades), IPRS 32, RF 1301 y NS 2480D.
- VPV (vyprošťovací pásové vozidlo) – Vehículo de recuperación.

### India

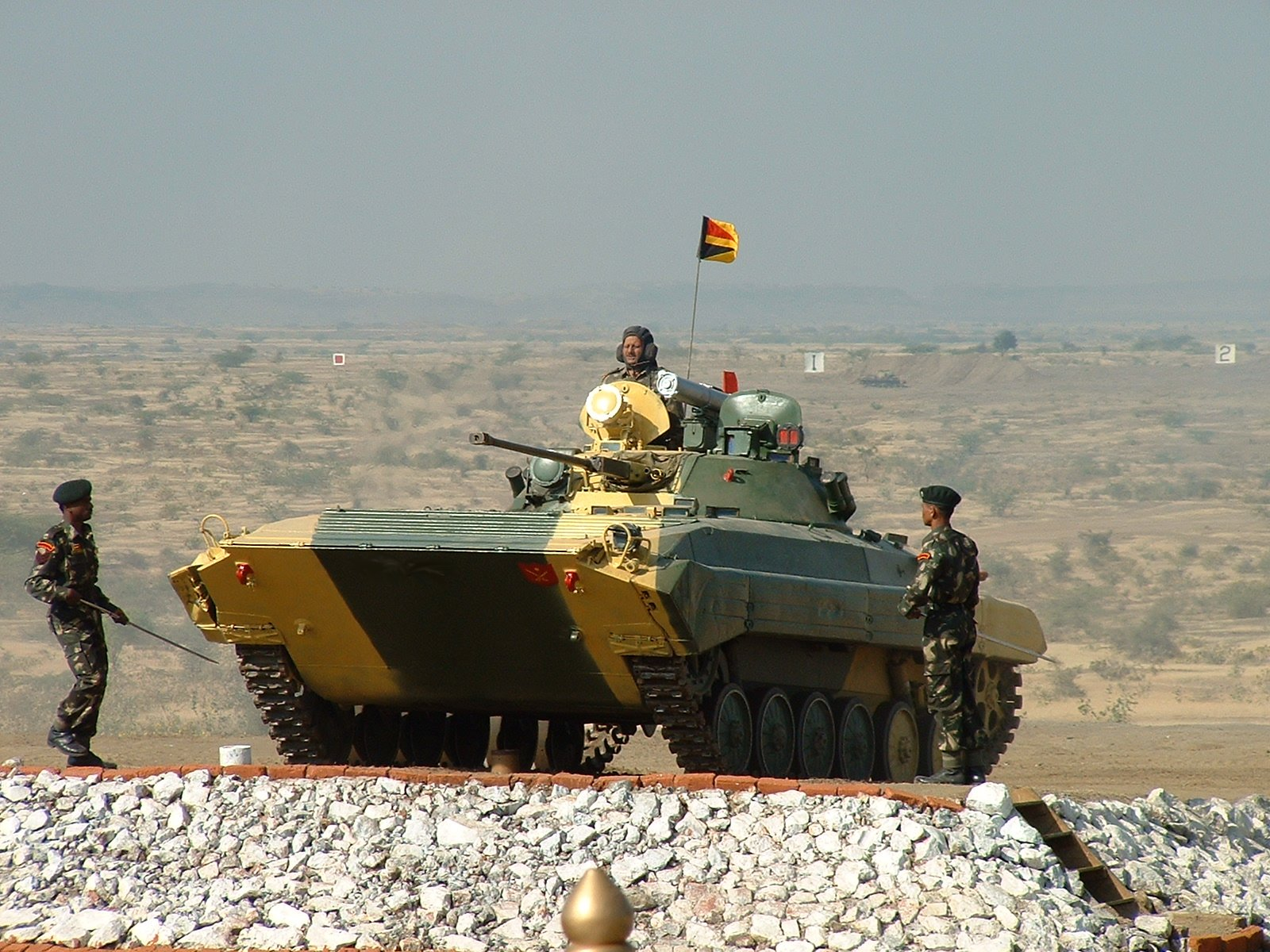
BMP-2 indio.

- BMP-II "Sarath" ("Carruaje de la Victoria") – Versión india del BMP-2 construida bajo licencia por la Fábrica de ordenanzas de Medak. BMP-2 indio. El primer vehículo, ensamblado con componentes suministrados por KBP, estuvo listo en 1987. En 1999, el 90% de los vehículos y sus sistemas habían sido construidos en la India.
- Armoured Ambulance (ambulancia blindada) – Mantiene la torreta pero sin el cañón o los lanza-fumígenos. El compartimento de tropas fue modificado para poder albergar 4 camillas.
- Armoured Vehicle Tracked Light Repair (vehículo ligero blindado de reparaciones) – Vehículo para reparaciones, provisto de una grúa hidráulica.
- Armoured Engineer Reconnaissance Vehicle (vehículo blindado de reconocimiento para ingenieros) – No posee cañón y está provisto de equipamiento especializado: sistema de sondas acústicas, medidor de agua, buscador de láser y GPS. En la parte trasera del casco, a la izquierda, se encuentra un sistema de marcado con 40 varillas.
- NBC Reconnaissance Vehicle (vehículo de reconocimiento NBC) – Muy similar al modelo básico pero provisto de una gran variedad de sistemas de pruebas, marcado y medición. Este vehículo fue ordenado por el Ejército indio y desarrollado por DRDO y VRDE.
- Namica (plataforma de lanzamiento del misil Nag) – Caza-tanques sin torreta y con el techo del casco más elevado. El misil Nag (cobra) es lanzado desde una plataforma retráctil blindada que contiene cuatro tubos lanzadores y los sistemas de guiado. El Nag es un misil anticarro de tipo «dispara y olvida» con una cabeza de guerra HEAT y un alcance de 4000 m.
- Akash – Vehículo blindado de defensa antiaérea de misiles. Utiliza el chasis de un Sarath alargado, con 7 ruedas en sus orugas. En el techo del casco se encuentra una plataforma de lanzamiento con tres misiles antiaéreos, los cuales tienen un alcance de 27 kilómetros.
- Rajendra – Vehículo blindado de exploración por radar. Monta un radar 3D multifuncional en el mismo chasis del Akash, con el que puede operar conjuntamente.
- Carrier Mortar Tracked Vehicle (vehículo porta-mortero) – Monta un mortero de 81 mm en un compartimento de tropa modificado. El mortero se dispara abriendo dos compuertas que se encuentran en el techo del casco. Tiene un alcance máximo de 5000 metros y una cadencia de disparo sostenida de seis a ocho disparos por minuto. También existe una versión de largo alcance del mismo mortero. El vehículo puede llevar 108 proyectiles de 81 mm y está armado con una ametralladora de 7.62 mm con 2350 cartuchos. La tripulación es de seis personas. El primer prototipo fue completado en 1997.

### Polonia
- BWP-2 – Designación polaca del BMP-2. Los 60 vehículos que dicho país poseía fueron vendidos a Togo y Angola.

## Historial de combate
El BMP-2 fue desplegado por primera vez en la guerra civil de Angola, pero fue usado más correctamente en la guerra de Afganistán, donde complementó al BMP-1 en la guerra de guerrillas que se libró en las montañas. 

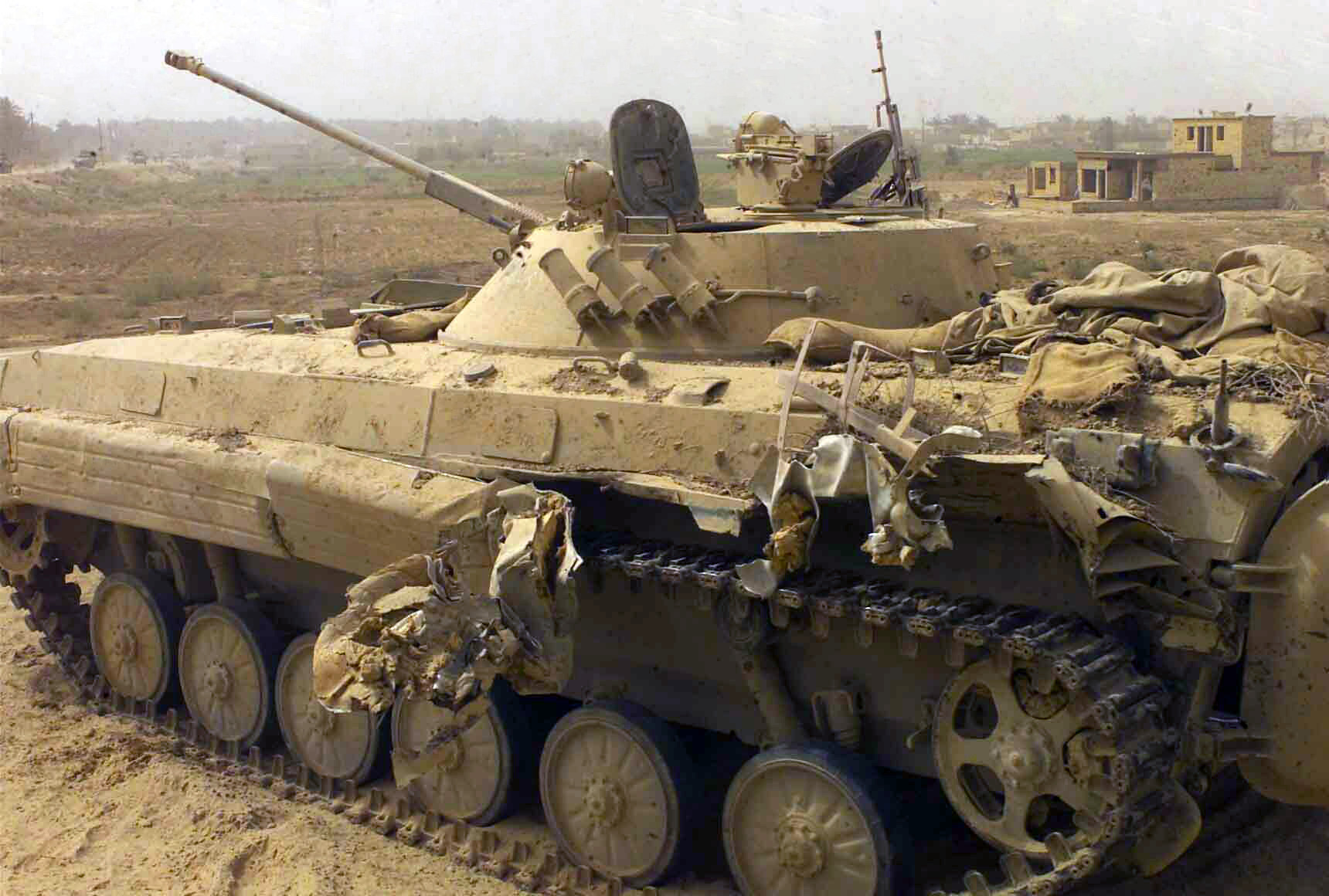
Un BMP-2K iraquí parcialmente destruido y abandonado, durante la invasión de Irak de 2003

 Aquí, el BMP-2 fue mucho más eficaz que su predecesor gracias al mayor rango de movimiento de su cañón, factor esencial para el combate en terreno montañoso.
Saddam Hussein los usó en la guerra Irán-Irak, donde no destacó por sus acciones. Un tiempo después, durante la guerra del Golfo, el BMP-2 se enfrentó a la enorme superioridad estadounidense. A pesar de que su cañón automático multipropósito le permitía defenderse de la infantería, algunos blindados ligeros y la aviación, su insuficiente protección y la carencia de sistemas electrónicos que permitieran aprovechar al máximo su armamento hicieron que éste no pudiese cambiar el rumbo del conflicto.

### Guerras en las que participó
- 1975-2000 guerra civil de Angola
- 1979-1988 guerra de Afganistán
- 1980-1988 guerra entre Irán e Irak
- 1990-1991 guerra del Golfo
- 1991-2001 guerras yugoslavas
- 1994-1996 primera guerra chechena
- 1999-2009 segunda guerra chechena
- 2001-2014 Guerra en Afganistán de 2001
- 2003-2011 Invasión de Irak de 2003 y guerra de Irak
- 2011-presente guerra civil siria
- 2014-presente Guerra del Donbass
- 2022-presente Invasión rusa de Ucrania de 2022[1]

## Usuarios

### Actuales

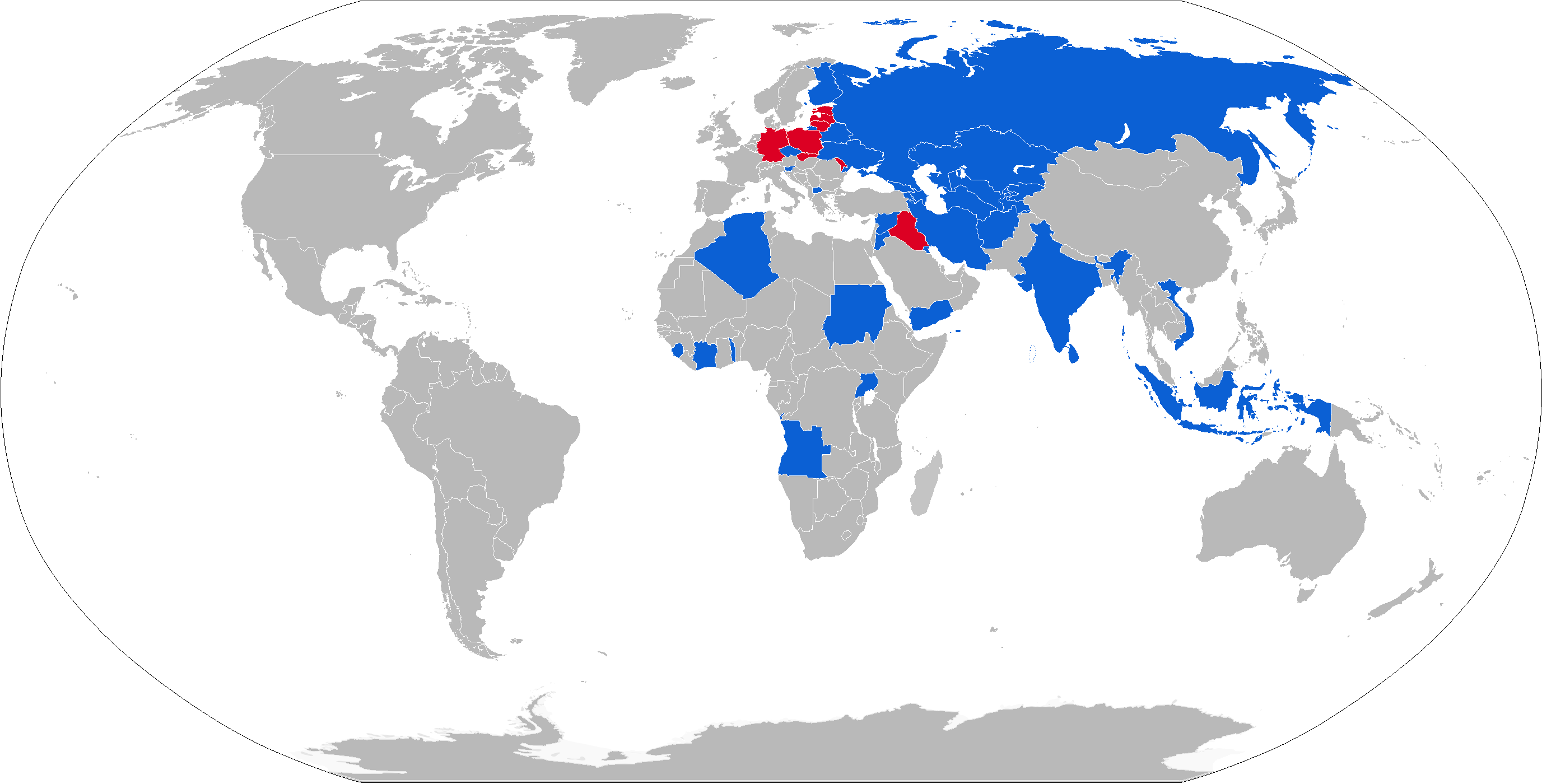
En el mapa se aprecian los operadores del BMP-2. los actuales se resaltan en rojo brillante, los anteriores operadores del BMP-2 están señalados en rojo oscuro.

- Abjasia — Presumiblemente, 80 unidades en servicio, entre BMP-1 y BMP-2.[2]
- Afganistán — 150 BMP-2, junto a 1500 misiles 9M111 Fagot, llegaron entre 1987 y 1991 desde la Unión Soviética (posiblemente estos fueron vehículos en servicio soviético).[3] En 1992 había en servicio 550 BMP-1 y BMP-2.[4] Entre 60 y 80 BMP-1 y BMP-2 fueron entregados por Rusia después de 2002.[5]
- Albania — Al menos 13 BMP-2 del inventario alemán llegaron en 1995.[cita requerida]
- Argelia — 225 BMP-2 llegaron junto a 2250 misiles 9M111 Fagot entre 1990 y 1991 desde la Unión Soviética. 54 BVP-2 y BVP-2K pedidos a Eslovaquia en 1994 llegaron entre 1995 y 1996. 64 pedidos a Ucrania en 1998 llegaron entre 1998 y 1999 (posiblemente vehículos en servicio soviético/ucraniano). En 2005, Argelia ordenó la modernización de 300 de sus BMP-2 al estándar BMP-2M; los trabajos se iniciaron en 2006, se cree que se completaron en el año 2010, y 160 han sido modernizados entre 2006 y 2008.[3]
- Angola — 65 BMP-2 llegaron en 1987 junto a 650 misiles 9M111 Fagot desde la Unión Soviética. 7 llegaron desde Hungría en 1993 habiendo sido comprados a través de la República Checa. 62 BMP-2 y BMP-2D se pidieron a Polonia en 1994 y se entregaron entre 1994 y 1995 (estos eran pertenecientes a anteriores unidades polacas). 65 llegaron desde Rusia en 1997 y se entregaron en 1998 (posiblemente estos fueron vehículos en servicio soviético/ruso). 62 llegaron desde Bielorrusia en 1999 (posiblemente estos fueron vehículos en servicio soviético/bielorruso). 31 fueron pedidos a Ucrania y entregados el año 1999 (posiblemente estos fueron vehículos en servicio soviético/ucraniano).[3] 62 están en servicio.[6]
- Armenia — El Ejército Armenio dispone actualmente de 30 BMP-2, en servicio desde 1994. Estos fueron usados en la guerra de Nagorno-Karábaj en 1994.

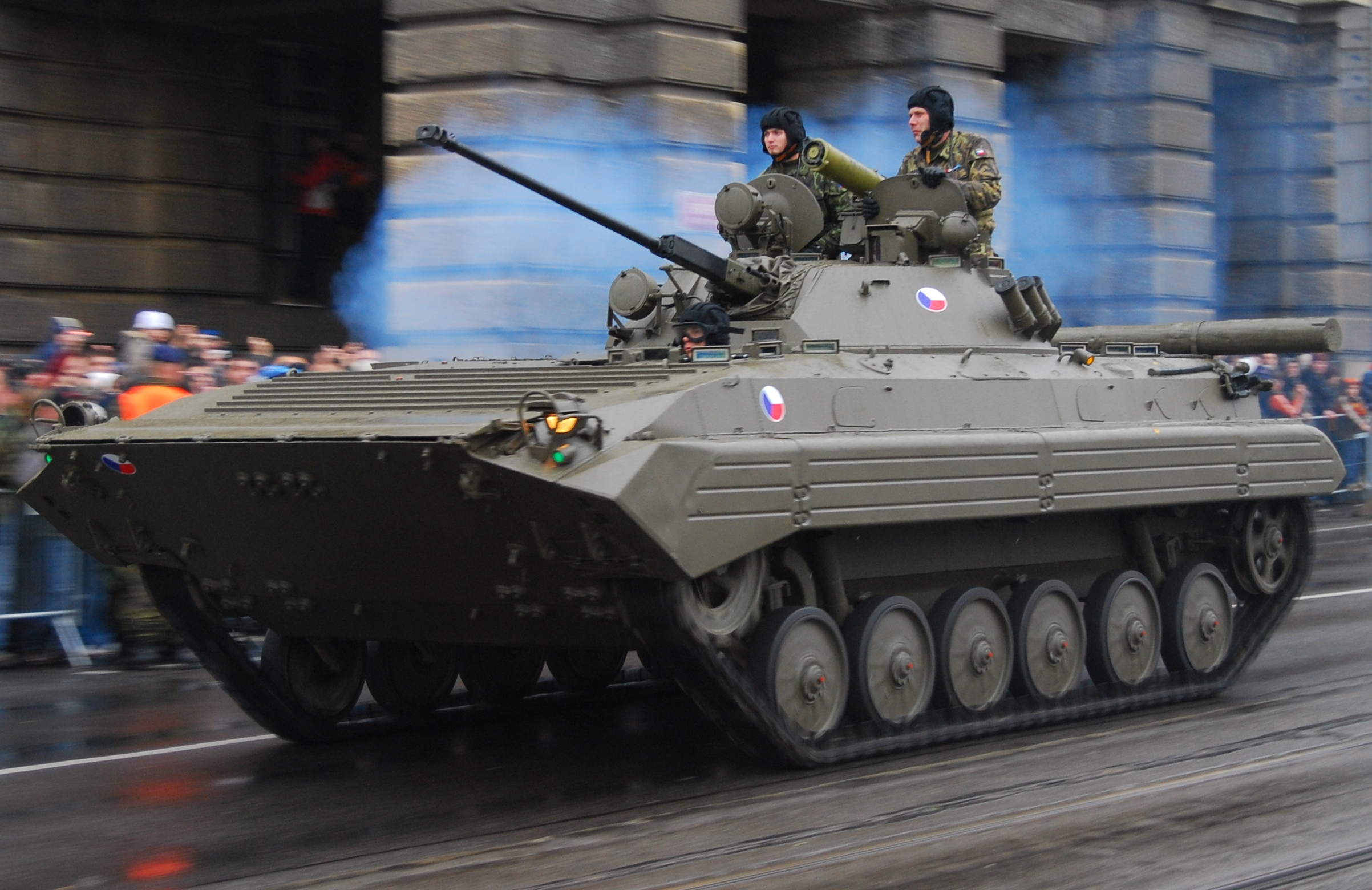
Dos blindados checos en la variante BVP-2 en un desfile militar en Praga, 28 de octubre de 2008.

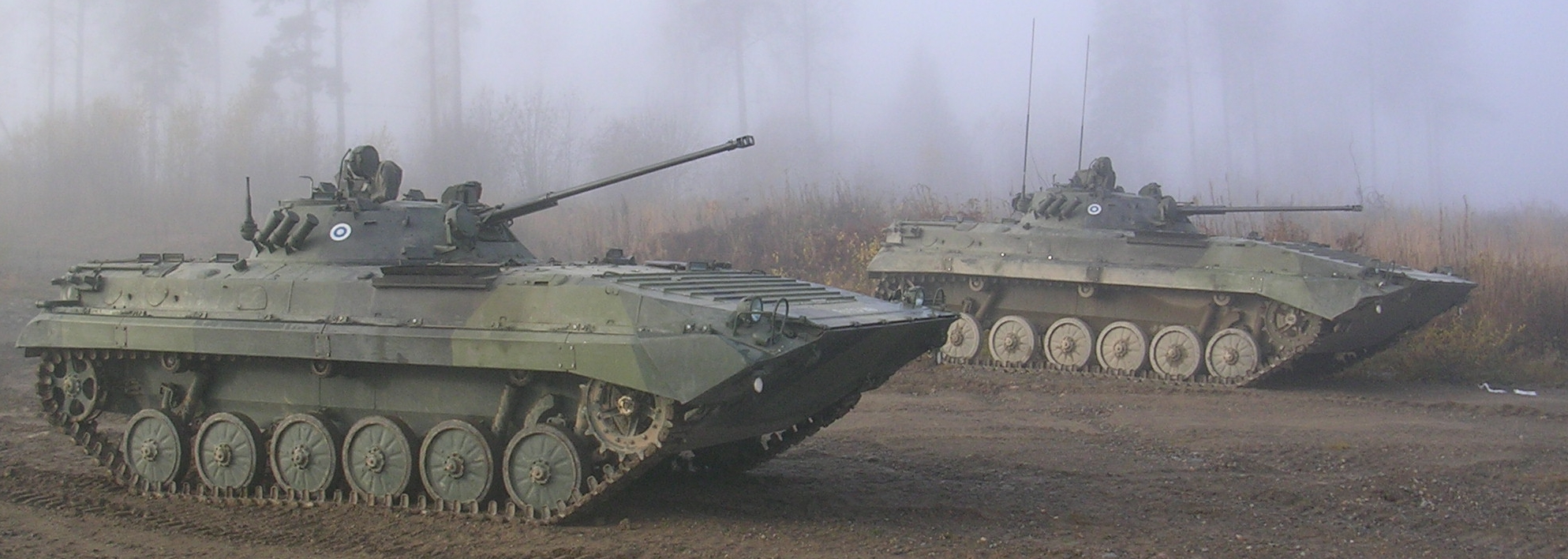
Dos BMP-2 finlandeses, 25 de octubre de 2004.

- Azerbaiyán — 53 BMP-2 en servicio en 1992, 88 en 1993, 191 en 1994, 206 en 1995, 197 en 1996, 96 en 1997 y 1998, 91 en 1999, 41 en 2000–2004, y 39 en 2006. 100 BMP-2 en servicio con el Servicio de la Guardia de Fronteras entre 1997–1999, y 147 en el período 2000–2006[7]
- Bielorrusia[8]
- Bielorrusia — 1278 unidades en servicio en 1995 y 1164 en los años 2000, 2003 y 2005.[9]
- Costa de Marfil — Dos unidades pertenecientes a las brigadas acorazadas de las Fuerzas Militares de Angola llegaron en el 2002. En 2003 se pidió una unidad adicional Ucrania que fue entregada el mismo año (perteneciente a anteriores unidades ucranianas).[3]
- República Checa — Heredó 200 unidades de la antigua Checoslovaquia. Tenía 174 en servicio el 1 de enero de 2008.[10]
- Finlandia — 20 pedidos en 1988 a la Unión Soviética y entregados entre 1988 y 1989. 84 unidades del BMP-2 junto a 420 Misiles 9M111 Fagot y 420 9M113 Konkurs se pidieron a la Unión Soviética en 1991. Fueron entregados en 1992 por Rusia como sucesora legal de la Unión Soviética.[3] Al menos se sabe que en su máximo requerido se despliegan 110 BMP-2[11] y tan sólo 100 están actualmente en servicio.
- Georgia — 40 pedidos en 2004 a Ucrania y entregados entre 2004 y 2005 (los vehículos estaban anteriormente en servicio soviético y luego ucraniano). 11 estaban en servicio en 2000, 13 en 2002 y 2005, y 57 en 2008. Actualmente 120 están en servicio.
- India — 700 BMP-2 «Sarath» pedidos en 1984 a la Unión Soviética y entregados entre 1987 y 1991 (la mayoría producidos en India). 400 BMP-2 «Sarath» encargado en 1985 y producidos bajo licencia en India entre 1992 y 1995. 123 BMP-2K encargados en 2006 a Rusia y entregados entre 2007 y 2008. Alrededor de 300 BMP-2 «Sarath» estaban en servicio en 1995, 1000 en 2000 y 2002, alrededor de 1000 en 2005 y más de 1000 en 2008. Actualmente, más de 900 están en servicio activo.
- Irán — 1500 pedidos en 1991 a Rusia, 413 fueron entregados entre 1993 y 2001, de los cuales 82 fueron entregados directamente por Rusia y 331 fueron ensamblados en Irán.[3] 100 estaban en servicio en 1995, 140 en 2000 y 400 en 2002, 2005 y 2008.[12] 400 están aún en servicio.[13]
- Indonesia — 9 pedidos en 1998 a Ucrania y entregados en el año 1998 (los vehículos probablemente eran de unidades soviéticas que, tras la disolución de la URSS, pasarían a ser unidades ucranianas y que posteriormente serían vendidos vía Eslovaquia). 2 pedidos en 1998 a Ucrania y entregados en el año de 1998 (los vehículos probablemente eran de unidades soviéticas que, tras la disolución de la URSS, pasarían a ser unidades ucranianas y que posteriormente serían vendidos vía Eslovaquia). 11 BVP-2 pedidos en 1999 a Eslovaquia y entregados en el año 2000 (los vehículos probablemente eran de unidades checoslovacas que, tras la disolución de la URSS, pasarían a ser unidades eslovacas).[3] 40  BVP-2 ex-checoslovacos actualmente en servicio.
- Jordania — 35 unidades en servicio.[14]
- Kazajistán — 100 unidades en servicio en el año de 1995, 140 en el 2000 y 400 entre los años 2002 y 2005.[15] Actualmente hay 300 unidades en servicio.
- Kuwait — 245 unidades fueron pedidas a la Unión Soviética junto a un lote de 2450 misiles 9M111 Fagot. Fueron entregados entre 1989 a 1990. Algunos fueron destruidos y/o capturados por las fuerzas iraquíes. 46 unidades fueron pedidas a Rusia junto a 460 misiles 9M111 Fagot en 1994. Fueron entregadas entre 1994 y 1995.[3] 46 unidades en servicio entre 1995 y 2000 y, actualmente, 76 (cifra no modificada desde 2005).[16]
- Kirguistán — 101 unidades en servicio.
- Macedonia del Norte — 11 unidades pedidas a Ucrania en 2001 y despachadas en 2001 (los vehículos probablemente eran de unidades soviéticas que, tras la disolución de la URSS, pasarían a ser unidades ucranianas).[3][17] 10 unidades actualmente en servicio.
- Rusia — 12 200 BMP-1, BMP-2 y BMP-3 en 1995, 12 700 entre 2000 y 2009.[18] 2750 se encuentran en servicio activo y cerca de 6500 unidades están en reserva estratégica.[19]
- Sierra Leona — 4 unidades pedidas a Rusia en 1992 fueron entregadas en 1992 (en su mayoría, vehículos de segunda mano reacondicionados).[3] Tienen 12 actualmente en servicio.
- Eslovaquia — 93 unidades en servicio.[20]
- Sri Lanka — 4 unidades pedidas a Ucrania en 1994 fueron entregadas en 1994 (los vehículos probablemente eran de unidades soviéticas que, tras la disolución de la URSS, pasarían a pertenecer a unidades ucranianas). 36 unidades pedidas a Rusia en 2001 fueron entregadas en el 2001.[3]
- Sudán — 6 unidades pedidas a Ucrania en 1995 fueron entregadas en 1996 (los vehículos probablemente eran de unidades soviéticas que, tras la disolución de la URSS pasarían a pertenecer a unidades ucranianas). 9 unidades pedidas a Bielorrusia en 2003 fueron entregadas en el 2003 (los vehículos probablemente eran de unidades soviéticas que, tras la disolución de la URSS, pasarían a pertenecer a unidades bielorrusas).[3]
- Siria — 100 unidades pedidas a la Unión Soviética en 1987 fueron entregadas entre 1987 y 1988.[3]
- Tayikistán — 25 unidades en servicio entre los años 2000 y 2005.[21]
- Togo — 20 unidades pedidas en el 1996 a un proveedor desconocido se entregaron en el año 1997. Oficialmente, Polonia dice que sus unidades fueron subastadas a «cierto país africano»; se sabe que al menos 62 BWP-2 ex-polacos se exportaron a Angola.[3]
- Turkmenistán — En 1995 había 538 BMP-1 y BMP-2 en servicio, 930 en 2000 y 2005.[22]
- Uganda — 31 unidades pedidas a Ucrania en 2003 fueron entregados entre 2004 y 2005 (posiblemente estos vehículos estuvieron en servicio soviético/ucraniano).[3]

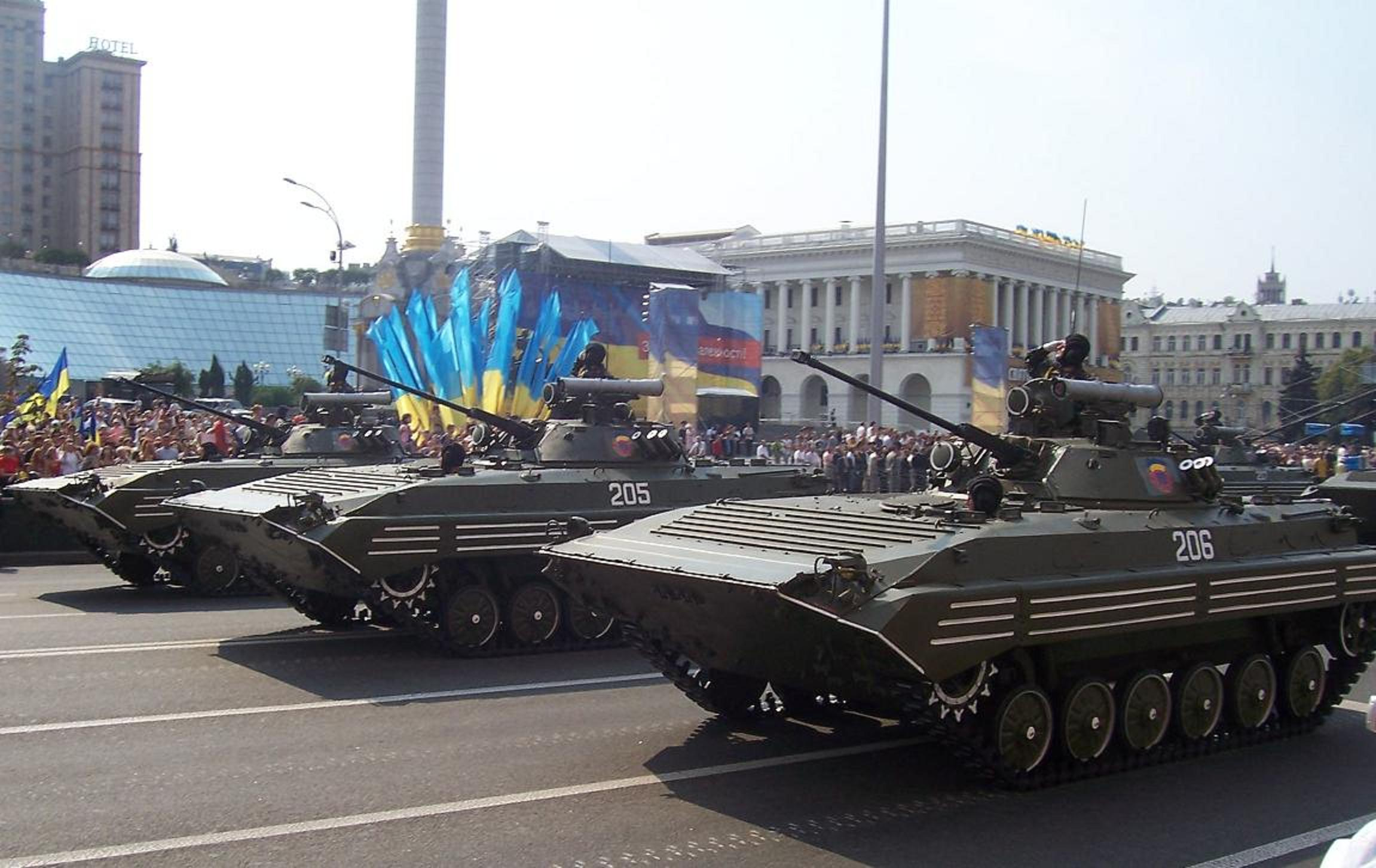
Un par de BMP-2 ucranianos en un desfile militar, el 24 de agosto de 2008.

- Ucrania — 1460 unidades en servicio en el año 1995, 1467 en el año 2000 y 1434 en el 2005.[23] Actualmente dispone de 1400 unidades en servicio.[24]
- Uzbekistán — 97 unidades en servicio en el año 1995, 160 en el año 2000 y 270 en el año 2005.[25]
- Vietnam — 150 unidades, junto a 1500 misiles 9M111 Fagot fueron pedidos en 1982 a la Unión Soviética. Fueron entregadas entre 1982 y 1984. Actualmente hay 600 en servicio activo.[3]
- Yemen — 100 unidades pedidas a Ucrania en 2002, entregadas entre 2003 y 2004 (habían pertenecido anteriormente a unidades soviéticas y ucranianas). Entre 180 y 188 BMP-2D fueron entregados por Rusia entre los años 2004 y 2005.[3] Actualmente hay 334 unidades en servicio.

### Pasados

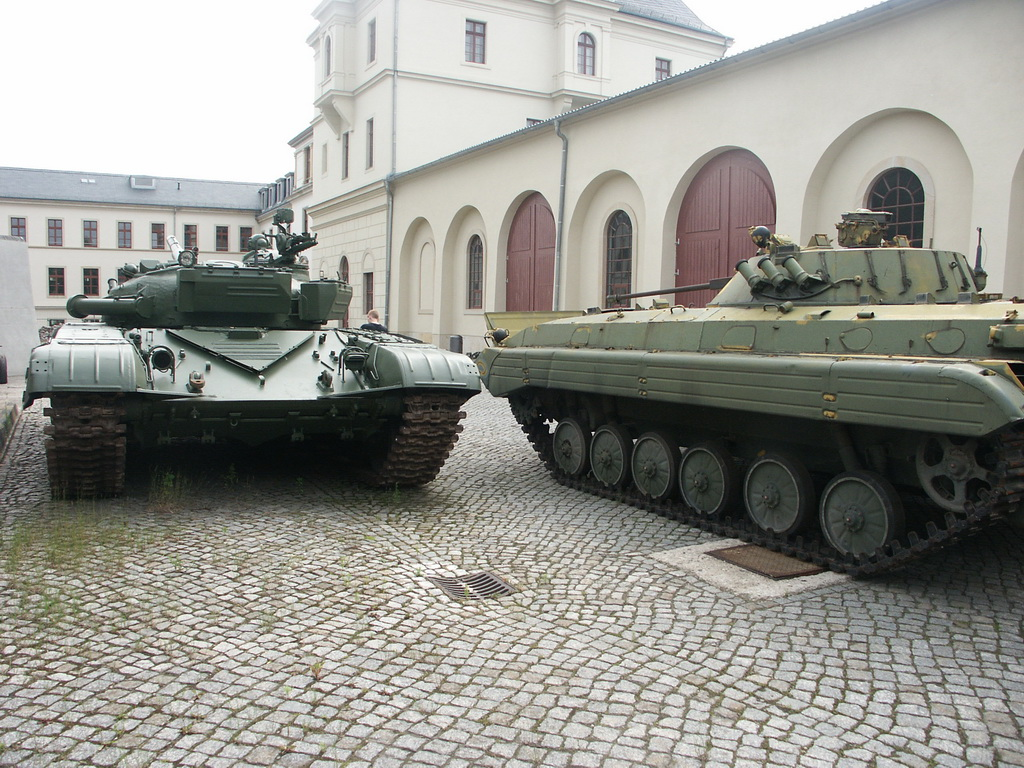
Un T-72 de la anterior Alemania Oriental junto a un BMP-2

- Checoslovaquia — 279 unidades pedidas en 1978 y producidas entre 1983 y 1989.[3] Posteriormente, fueron pasadas a sus estados sucesores.
- República Democrática Alemana — 24 unidades pedidas en 1985 desde la Unión Soviética y entregadas entre 1986 y 1987 (posiblemente eran unidades fabricadas en Checoslovaquia).[3] En la reunificación de 1990 pasaron al ejército alemán.
- Alemania Occidental/ Alemania — 24 unidades provenientes Ejército de Alemania del Este. Todas fueron vendidas a otros países o expuestas en museos militares.
- Irak — 200 unidades pedidas a la Unión Soviética en 1986 y entregadas entre 1987 y 1989 (posiblemente fabricadas en Polonia, la Unión Soviética o Checoslovaquia).[3] 1500 BMP-1 y los BMP-2 estaban en servicio en 1990, 900 en 1995, cerca de 1000 en el año 2000 y más o menos 900 en el 2002.[26] Posiblemente, algunas de las unidades fueron capturadas durante la invasión a Kuwait en la primera guerra del Golfo. Las unidades restantes, junto a algunas adquiridas y/o donadas por Hungría, están en proceso de modernización.
- Polonia — 62 BMP-2 y BMP-2D, todos ellos denominados «BWP-2», fueron pedidos en 1988 y producidos en 1989. Vendidos a Angola en 1994 y despachados entre 1994 y 1995.[3]
- Unión Soviética — 24 000 unidades de BMP-1 y BMP-2 estaban en servicio en 1985.[18] Posteriormente, fueron pasadas a sus estados sucesores.